# Sheila Chandra
Sheila Chandra (Londres, 14 de abril de 1965) é uma ex-cantora pop britânica com ascendência Indiana. Recentemente, problemas causados pela glossodinia fizeram a cantora aposentar-se em 2010.

## Fusão
Sheila Chandra apareceu para o grande público primeiramente como atriz, quando interpretou a personagem Sudhamani Patel em um drama escolar da BBC chamado Grange Hill entre 1979 e 1981.
Quando adolescente ela formou a banda Monsoon junto de Steve Coe (que se tornou o produtor da banda), e de Martin Smith. Monsoon criava uma fusão entre o pop ocidental e a música popular Indiana. O seu terceiro álbum, Third Eye em 1982 como o single Ever So Lonely, chegou a #12 nas paradas musicais do Reino Unido. Em seguida, o single "Shakti", chegou a #41 posição, embora tenha sido o último single lançado do CD e da própria banda. O disco também possui um cover dos The Beatles' chamado "Tomorrow Never Knows", apresentando o som distinto da guitarra  EBow de Bill Nelson.
Devido às pressões feitas pela gravadora em cima de sua direção musical, o Monsoon  acabou em  1982 e  Coe e Smith partiram para promover Chandra como uma artista solo pela Indipop Records. A Phonogram "postumamente" relançou o álbum da banda Third Eye em 1983.
Chandra lançou diversos discos na década de 1980, às vezes utilizando a sua voz como um instrumento musical, através de técnicas complexas.Nos anos de   1990 ela lançou três discos pela gravadora de Peter Gabriel,  Real World Records, sendo que Martin Smith não estava mais envolvido nas produções nesta época.

## Ao vivo
Na década de 1990, Chandra decidiu, sendo uma artista exclusive da sua gravadora, realizar concertos ao vivo pela primeira vez, lançando uma trilogia de discos pela Real World Records. Esses discos foram feitos num estilo que possibilitasse que seus shows ao vivo não perdessem o estilo original do estilo musical dela. Baseando-se nas igualdades entre as ragas indianas e o folk celta, seus discos dessa época também mostravam referencias a outras culturas mundiais.

## Outros projetos
Em meados de 1990, Chandra participou na elaboração do single (“Raining”) para a banda folk ‘Ancient Beatbox’.
Em 2000, ela contribuiu com duas canções, uma para um cover de “Song to the Siren” e a outra como um remix de “Ever So Lonely/Eyes/Ocean” com  Stephen Haig, para o álbum ‘Gifted’ da Real World Records.
Em 2001 ela participou da elaboração do álbum da ‘The Ganges Orchestra’ intitulado This Sentence Is True’ baseado em dois  EP experimentais (EEP 1, EEP2).
Em 2002 foi novamente lançado um remix de “Ever So Lonely” renomeado para “So Lonely” pela banda Jakatta, chegando ao número 8 nas paradas Inglesas. No mesmo ano ela relançou a canção "Breath of Life" (originalmente “The Grace of Valar")  with Howard Shore for the Lord of the Rings: The Two Towers soundtrack.
Em 2007, Chandra participou do projeto de Simon Emmerson, The Imagined Village, que reinterpretava uma série de canções folk inglesas por cantores da nova geração. Chandra gravou duas músicas para o projeto, que tinha participações de artistas como Paul Weller, Billy Bragg, Martin Carthy, Eliza Carthy, Benjamin Zephaniah e Johnny Kalsi. Ela também apareceu com a The Imagined Village em uma turnê pela Inglaterra no outono do mesmo ano. No seu website constavam mais datas para shows da mesma turnê em 2009.
Chandra recentemente adentrou ao mundo literário. Seu primeiro livro, Banish Clutter Forever-How The Toothbrush Principle Will Change Your Life (publicado pela Ebury Publishing/Random House em  4 de Março de 2010) contendo suas expereincias de como ser bem organizada, sendo voltado para aqueles que trabalham em casa.

## Discografia

### Álbuns
Com  Monsoon:
- Third Eye (1982)

Solo:
- Out on My Own  (1984)
- Quiet  (1984)
- Nada Brahma  (1985)
- The Struggle   (1985)
- Roots and Wings  (1990)
- Weaving My Ancestors' Voices  (1992)
- The Zen Kiss  (1994)
- ABoneCroneDrone  (1996)
- Moonsung: A Real World Retrospective  (1999)
- This Sentence Is True (The Previous Sentence Is False)  (2001)
- The Indipop Retrospective  (2003)

### Singles
- Ever So Lonely (1982)
- "Shakti (The Meaning of Within)" (1982)
- "Tomorrow Never Knows" (1982)
- "Wings of the Dawn" (1983)
- "Ever So Lonely" (Remix by Ben Chapman) (1990)
- "So Lonely" ("Ever So Lonely" remixado por  Dave Lee)  (2002)

### Outros
- "Raining (My Eyes Are Filled With Clouds)" com Ancient Beatbox (1990)
- "Breath of Life" em The Lord of the Rings: The Two Towers (2002)
- "Welcome Sailor" e "'Ouses, 'Ouses, 'Ouses" do Imagined Village (2007)

### Livros
- Banish Clutter Forever – How the Toothbrush Principle Will Change Your Life (2010) ISBN 978-0091935023

### Entrevistas
- Mathur, Rakesh (1991). Nada Brahma; DEVI in Hinduism Today, August 1991.
- Schaefer, John (1993). Sheila Chandra's Interview with John Schaefer at WNYC 1993: Weaving My Ancestors' Voices.
- Schaefer, John (1996). Sheila Chandra's Interview with John Schaefer at WNYC 1996: ABoneCroneDrone.
- Prasad, Anil (2000). Sheila Chandra: Natural extensions in Innerviews, 3 May 2000.
- Joe F. Compton (2000). "The Commonality is Brilliance...".
- Mite (2000). Sheila Chandra Interview in Mutant Renegade Zine #13, Winter 2000.
- Teropong (2008). Sheila Chandra in Womad Singapore, 23 August 2008.
- Millard, Rosie (2010). Another Fine Mess You’ve Got Me Out Of at Times Online